# 沖縄県平和記念財団
もしかして
- 沖縄県平和祈念財団

ではありませんか？